# Туричаны
Туричаны (укр. Туричани) — село в Турийской поселковой общине Ковельского района Волынской области Украины.
До 2020 года входило в Турийский район.
Код КОАТУУ — 0725581002. Население по переписи 2001 года составляет 222 человека. В 2024 году зарегистрировано 154 человека. Почтовый индекс — 44832. Телефонный код — 3363. Занимает площадь 0,998 км².